# MPDU1
MPDU1 (англ. Mannose-P-dolichol utilization defect 1) – білок, який кодується однойменним геном, розташованим у людей на короткому плечі 17-ї хромосоми. Довжина поліпептидного ланцюга білка становить 247 амінокислот, а молекулярна маса — 26 638.
| 10         |  | 20         |  | 30         |  | 40         |  | 50         |
| ---------- |  | ---------- |  | ---------- |  | ---------- |  | ---------- |
| MAAEADGPLK |  | RLLVPILLPE |  | KCYDQLFVQW |  | DLLHVPCLKI |  | LLSKGLGLGI |
| VAGSLLVKLP |  | QVFKILGAKS |  | AEGLSLQSVM |  | LELVALTGTM |  | VYSITNNFPF |
| SSWGEALFLM |  | LQTITICFLV |  | MHYRGQTVKG |  | VAFLACYGLV |  | LLVLLSPLTP |
| LTVVTLLQAS |  | NVPAVVVGRL |  | LQAATNYHNG |  | HTGQLSAITV |  | FLLFGGSLAR |
| IFTSIQETGD |  | PLMAGTFVVS |  | SLCNGLIAAQ |  | LLFYWNAKPP |  | HKQKKAQ    |

A: Аланін

C: Цистеїн

D: Аспарагінова кислота

E: Глутамінова кислота

F: Фенілаланін

G: Гліцин

H: Гістидин

I: Ізолейцин

K: Лізин

L: Лейцин

M: Метіонін

N: Аспарагін

P: Пролін

Q: Глутамін

R: Аргінін

S: Серин

T: Треонін

V: Валін

W: Триптофан

Задіяний у таких біологічних процесах, як транспорт, ацетилювання, альтернативний сплайсинг. 
Локалізований у мембрані.